# Amnesiac (film 2015)
Amnesiac è un film del 2015 diretto da Michael Polish, con protagonisti Wes Bentley e Kate Bosworth.

## Trama
Un uomo si risveglia steso su un letto accusando una grave perdita di memoria. Accanto si ritrova una donna che dice di essere sua moglie e sembra intenzionata ad accudirlo con amorevoli cure. Tuttavia, l'uomo inizia a sospettare che la donna non sia affatto sua moglie e gli stia raccontando una serie di menzogne, scoprendo presto di essere suo prigioniero.

## Distribuzione
Negli Stati Uniti il film è stato distribuito in forma limitata nelle sale cinematografiche e su piattaforme di video on demand dal 14 agosto 2015.

## Accoglienza
Il film è stato accolto negativamente dalla critica. Secondo Dennis Harvey di Variety lo stile narrativo risulta insufficiente, con aspetti della trama, tra cui il perché i protagonisti sono immersi in un'ambientazione fuori dal tempo, rimasti irrisolti; il critico ha anche bocciato l'interpretazione di Kate Bosworth. Brian Tallerico di RogerEbert.com l'ha valutato con una stella e mezza su cinque, spiegò come la sceneggiatura non sia stata in grado di offrire abbastanza materiale per un lungometraggio, mentre sarebbe stato più riuscito un corto; secondo Tallerico il film ricade nella voragine tra «il brutale, il divertimento ridicolo e il realismo», senza costruirsi un'accattivante identità che renda adeguatamente interessanti storia e personaggi. John DeFore sul The Hollywood Reporter l'ha presentato come «un film d'ostaggio stravagante e inefficace».